# 告げ口外交
告げ口外交（つげぐちがいこう、朝鮮語: 고자질 외교、朝鮮における漢字：告者질 外交）とは韓国の朴槿恵大統領が行った日本に対する外交戦略を指す日本の俗語。日韓問題に関して日本との直接的に対峙することを避け、米国などの第三国に韓国の主張を説き、日本への圧力を要請する戦略を指す。日本の野田佳彦元総理大臣が「女学生のような言いつけ外交をやって日本を批判している」と非難したことが造語の発端である。文在寅政権でも展開されている同様の外交戦略も告げ口外交と呼ばれているが、韓国では、この外交戦略は「正しいことを正当に言っているだけ」であり「告げ口」という評されることはない。また、日本の国際的な評判を落とす戦略であることから「ジャパン・ディスカウント」と評することが適切という意見もある。

## 背景

### 韓国人特有の伝統的な行動パターンについての指摘
自分の嫌いな人物を孤立させるために、まわりの人々に悪口を言い回る事を、朝鮮語で「イガンヂル」（이간질）という。「イガン」（이간）は漢字で「離間」、「ヂル」（질）は朝鮮語の固有語で悪い行動を指す。

### 韓国の外交的課題
従来より、従軍慰安婦や強制連行と言われる歴史問題をめぐって、謝罪や賠償を求める韓国と、日韓請求権協定にて全ての問題は解決済みとする日本との間で争いが絶えなかった。
韓国は積極的な外交政策により、朝鮮王室儀軌返還問題の件では要求を通すことができたが、こうした歴史問題については村山談話以降、総理大臣の靖国神社参拝が相次ぐなど、度重なる要求にもかかわらず日本の右派を押さえることができず、際だった外交的成果を上げることができずにいた。また、強制連行問題についても三菱重工社長が「韓国で賠償命令の判決が出ても、日本国政府と同じ立場を取り、応じない」との声明をするなど、影響力の低下が著しくなっていた。

### 日本の外交的弱点
韓国としては新しい外交手段である。日本に影響力を持つ第三国において韓国に味方する世論を強くすることで、韓国直接の圧力ではなく第三国経由で日本に要求をのませ、または妥協的な姿勢に転換させようとする方法であった。

## 目的
「告げ口外交」は、慰安婦問題に対する「心からの謝罪」と「責任ある措置」を求めて行われている。しかし、日本側には「心からの謝罪」について「村山談話を出し、アジア女性基金を作ったのに、全く問題が解決しない」、「責任ある措置」については「日韓基本条約の件もある上に、法的責任を認めて韓国に賠償すれば、北朝鮮や中国でも賠償要求の大合唱が起こりかねない」といった懸念があった。

## 告げ口外交
2013年の大統領就任以降、朴は慰安婦問題などの歴史認識問題で国際社会（特に欧米諸国）の支持を得るため、外国首脳との会談の度に日本への批判を繰り返した。2013年11月のフランス・イギリスなど欧米諸国への公式訪問でも、日本および安倍晋三首相への批判を展開した。このことを日本国内の報道機関が報道し、11月22日に経済評論家の小笠原誠治が「米国が口を出す限り日韓関係が改善することはない理由」という記事を発表し、その中で韓国の活動を「告げ口」と表現したことを皮切りに、一部の媒体で「朴大統領の告げ口外交」との報道がなされた。また、レコードチャイナによると、前首相の野田佳彦もこの外交方法を「女学生の告げ口だ」と表現している。2014年5月、民主党の岡田克也は「どうして第三国に行って日本の悪口を言うのか。そういうことが日本人の感情を非常に傷つけている。言うなら直接会って言われたらどうか」と朴大統領の補佐官に指摘したと語った。

## 結果
朴の「告げ口外交」は、日本の反発や日米韓の連携を求めるアメリカの意向もあり、失敗に終わった。
韓国でも「告げ口外交」による対日関係の悪化を懸念する声が出た。韓国のシンクタンクであるアサン政策研究院の調査では、韓国国民の6割が日本との関係改善を求めていると報告している。

朴は大統領在任中に外遊した20カ国以上の全ての国で日本に対して共同で非難決議や非難宣言をしようと働きかけるも、まったく成果を上げられないまま崔順実ゲート事件の発覚もあり、任期途中で弾劾・罷免されることとなった。

## 2019年キャッチオール規制運用見直し時の例
2019年7月、日本がキャッチオール規制の運用を見直し（韓国の優遇措置を解除）を表明した際には、韓国政府は徴用工訴訟問題に対する報復（輸出規制）であるとして大反発。
たまたま同時期に来韓したアメリカ政府の高官、デイヴィッド・スティルウェル（アメリカ合衆国国務次官補）やジョン・ボルトン（アメリカ合衆国国家安全保障問題担当大統領補佐官）に対して、日本側が輸出規制を撤回するよう働きかけたほか、元国会議長である丁世均ら国会代表団を訪米させ、同月25日、マーク・ナッパー（アメリカ合衆国国務次官補代理）らにも働きかけを行った。なお、アメリカ側から積極的な介入や仲裁について言明されることはなかった。
さらに批判の場として国際会議に着目。同月9日にジュネーブで開かれた世界貿易機関理事会、同月26日に北京市で開催された東アジア地域包括的経済連携（RCEP）の事務レベル会合を利用して日本の規制を批判、撤回を求めたが、各国から賛同されることはなかった。